# Fagersanna
Fagersanna är en tätort i Tibro kommun vid Örlens strand. Fagersanna ligger cirka 10 km från Tibro.

## Administrativ historik
Fagersanna var självständig kommun under åren 1863-1951 med benämningen Ransbergs landskommun. Efter välfärdens expansion och krav på kommunernas väldfärdskvalité så minimerade man landsortskommunerna, som in sin tur resulterade i att Ransbergs kommun kopplades ihop med Mölltorps municipalsamhälle som därefter skapade Mölltorps landskommun. Efter Kommunreformen i Sverige 1971 så upplöstes Mölltorps landsortskommun som resulterade i att Fagersanna och Ransberg blev medlemmar till Tibro kommun. 

## Befolkningsutveckling
| Befolkningsutvecklingen i Fagersanna 1960–2020 | Befolkningsutvecklingen i Fagersanna 1960–2020 | Befolkningsutvecklingen i Fagersanna 1960–2020 | Befolkningsutvecklingen i Fagersanna 1960–2020 | Befolkningsutvecklingen i Fagersanna 1960–2020 |
| ---------------------------------------------- | ---------------------------------------------- | ---------------------------------------------- | ---------------------------------------------- | ---------------------------------------------- |
|                                                |                                                |                                                |                                                |                                                |
| År                                             |                                                |                                                | Folkmängd                                      | Areal (ha)                                     |
| 1960                                           | 1960                                           |                                                | 216                                            |                                                |
| 1965                                           | 1965                                           |                                                | 310                                            |                                                |
| 1970                                           | 1970                                           |                                                | 387                                            |                                                |
| 1975                                           | 1975                                           |                                                | 469                                            |                                                |
| 1980                                           | 1980                                           |                                                | 474                                            |                                                |
| 1990                                           | 1990                                           |                                                | 597                                            | 77                                             |
| 1995                                           | 1995                                           |                                                | 633                                            | 82                                             |
| 2000                                           | 2000                                           |                                                | 555                                            | 82                                             |
| 2005                                           | 2005                                           |                                                | 576                                            | 82                                             |
| 2010                                           | 2010                                           |                                                | 539                                            | 81                                             |
| 2015                                           | 2015                                           |                                                | 684                                            | 201                                            |
| 2020                                           | 2020                                           |                                                | 683                                            | 200                                            |
|                                                |                                                |                                                |                                                |                                                |

## Samhället
Centrum består av stationsbadet och en matbutik som är en obemannad butik, öppet dygnet runt. 
Fagersanna hade tidigare en järnvägsstation på Karlsborgsbanan som öppnade för trafik år 1876. År 1986 lades persontrafiken på järnvägen ner. Stationshuset finns ännu kvar (år 2021).
Under år 2023 revs Karlsborgsbanan mellan Karlsborg - Skövde och samtliga slipers och järnvägsräls revs upp och därefter sanerades. Tibro kommun köpte därefter marken och byggde en cykelväg mellan Fagersanna centrum till Ransberg skola med en sträcka på ca 4 km.

## Idrott
I samhället finns fotbollsklubben Fagersanna IF som har sin hemmaarena, Fagervi IP, i Björkhult.